# Selon Matthieu
Selon Matthieu è un film del 2000 diretto da Xavier Beauvois.